# پارکور
پارکور (به فرانسوی: Parkour) یعنی عبور از موانع در سریع‌ترین زمان ممکن با استفاده از روان‌ترین و کارآمدترین و کاربردی‌ترین و آسان‌ترین و ساده‌ترین شیوهٔ حرکتی با کمترین انرژی مصرفی بدن از یک مبدأ به مقصد.
در پارکور اصلاً نباید مسیر مشخص باشد، یعنی که موانع و مسیر از قبل تعریف شده نیستند اما مبدأ و مقصد مشخص است. این فرد است که تصمیم می‌گیرد با استفاده از توانایی‌های خود از کدام مسیر برود و از کدام شیوهٔ حرکتی برای عبور از موانع استفاده کند و چگونه از مبدأ به مقصد برسد. در پارکور فرد به هیچ‌وجه دنبال موانع نمی‌گردد، این مسیر است که موانع را در مقابل راه فرد می‌گذارد.
به کسانی که از اصول پارکور در زندگی خود بهره می‌برند «تراسور» (به فرانسوی: traceur) گفته می‌شود.

## تاریخچه پارکور
پارکور از زمانی که انسان نیاز به شکار کردن و شکار نشدن داشته؛ وجود داشته‌است. انسان‌ها به‌طور طبیعی گستره‌ای قابل توجه از حرکات و حالات ممکن را برای گذشتن از موانع به وجود می‌آورد. از آن گذشته، کودکان به سهولت و صورت بدیع و با نشاط حرکت می‌کنند، ولی ما هنگامی که شروع به حرکت آگاهانه می‌کنیم، آن ویژگی را از دست می‌دهیم. افراد زیادی در طول تاریخ بر روی حرکت انسان و بهبود آن کار کرده‌اند.
اما پارکور به معنای خاص آن، توسط ریموند بل (Raymond Belle) که یک سرباز فرانسوی در جنگ ویتنام بود پایه‌گذاری شد. او و همراهانش به‌دنبال به وجود آوردن یک روش کارا و مناسب برای «تعقیب و فرار» بودند. این فعالیت‌ها، سرانجام توسط فرزندش دیوید بل (David Belle) به‌صورت مدوّن درآمد. دیوید بیشتر عمر خود را صرف سامان‌دهی این ورزش کرد و نام «پارکور» را بر آن نهاد. او و دوستانش، از جمله سباستین فوکو (Sebastien Foucan) که مشهورترین آن‌هاست، با آموزش‌های رمون بل این ورزش را کامل کردند.

## پارکور چه چیزی است؟
پارکور به معنی انجام دادن حرکات ژیمناستیک، آکروباتیک، تریکینگ، بدل کاری، رقص نیست. هم چنین پارکور مجموعه ای از حرکت‌های دلخواه یا ترفندها نیست، بلکه پایه و هدف مشخص دارد. پارکور در واقع هرگونه تکنیکی است که به فرد کمک می‌کند تا به آسان‌ترین شکل ممکن از موانع عبور کند و جابه‌جا شود. این تکنیک‌ها به‌طور مرتب مورد استفاده قرار می‌گیرد اما حرکاتی مشخص و تعریف شده نیستند و آنها می‌توانند متناسب با محیط تغییر کنند، مانند وضعیت خاص یا محیط زیست آنها طراحی شده‌اند. با بیرون رفتن و نوآوری هر فردی می‌تواند روش خود را برای انجام پارکور پیدا کند. تا زمانی که کاربرد سرعت و کارایی باشد مشاهده می‌کنید که شما در حال اعمال اصول پارکور هستید. " به یاد داشته باشید، پارکور چیزی بیش از جنبش است، فلسفه‌ای که آن را منحصر به فرد می‌کند. " در پارکور خبری از کلکل و رقابت هم نیست. بلکه افراد در کنار یکدیگر و فقط برای کمک به دیگران تمرین می‌کنند. پس پارکور نمی‌تواند تبدیل به یک رشتهٔ " کل کلی " یا " رقابتی" شود، مگر آن که اساس وجودی آن
یعنی ‏ «پرورش خود و کمک به دیگران» نادیده گرفته شود.

## حرکات پایه
قابل توجه‌است که برای بسیاری از این حرکت‌ها در فارسی نیز از کلمهٔ فرانسوی آن استفاده می‌شود. همچنین تمامی این حرکت‌ها به صورت تنها یک تکنیک خاص نیستند، بلکه زیر مجموعهٔ یک تکنیک می‌باشند که در شرایط متفاوت اجرا می‌شوند.

### برخی از حرکات
تراسورها با توجه به سبک حرکت و نوع تمرین‌های خود پارکور را تجزیه می‌کنند. پارکور به دو بخش فکر و جسم اتکا دارد. برای انجام حرکات به بهترین شکل باید این دو امر را باهم برابر ساخت تا این ورزش به خوبی اجرا شود؛ فقط برای حفظ اصل پارکور بایستی در زمان و مکان بهترین حرکت را انجام داد. هدف، رد کردن موانع است و در کل همه چیز در مورد سرعت از مبدأ به مقصد است.
1. The Roll
2. The Land (Number One)
3. Wall run
4. Speed Vault
5. Lazy Vault
6. Dash vault
7. Reverse vault
8. Kash (kong dash) vault
9. The Monkey
10. The King Kong
11. The Wall Spin

## محل تمرین
برخلاف بسیاری ورزش‌های دیگر پارکور تاکنون در زمین یا ورزشگاه اختصاصی تمرین نمی‌شود، البته تلاش‌هایی در این رابطه صورت گرفته‌است. تراسورها در محیط‌های شهری مانند سالن‌های ورزشی، پارک‌ها، زمین‌های بازی و سازه‌ها و ساختمان‌های رها شده تمرین می‌کنند که باعث به وجود آمدن نگرانی‌هایی مانند تجاوز به حریم شخصی، آسیب رساندن به اموال عمومی و تمرین در مکان‌های نامناسب شده‌است.

### وسایل و تجهیزات
پارکور وسیله و تجهیزات خاصی احتیاج ندارد و تراسورها معمولاً لباس‌های ورزشی یا معمولی سبک و راحت می‌پوشند. تنها چیزی که توصیه شده‌است یک کفش ورزشی سبک با چسبندگی زیاد است.
بعضی از تراسورها از مچ بند برای محافظت از مچ‌هایشان استفاده می‌کنند. برخی نیز از دستکش‌های نازک ورزشی برای حفاظت از کف دست‌هایشان استفاده می‌کنند که به علت کم کردن چسبندگی و حس باعث موضع منفی بعضی از تراسورها می‌شود.

### خطرات و محدودیت‌های پارکور
خطرات پارکور انکار ناپذیرند. پیچ خوردگی، زخم‌ها و خراشیدگی‌ها رایج‌ترین آسیب‌های ورزش پارکور هستند. در سال ۲۰۱۲ ممنوعیت پارکور در موزه هنرهای مدرن و معاصر استراسبورگ به صورت رسمی اعلام شد. پارکور به صورت گسترده به مکان‌های عمومی اختصاص ندارد. گرچه تلاش‌هایی برای ایجاد مکانی برای تمرین پارکور انجام شده‌است، اما بسیاری از تراسورها این ایده را دوست ندارند، زیرا این امر با انعطاف‌پذیری، خلاقیت و آزادی مخالف است. تراسورها پارکور را در مناطق روستایی و شهری مثل ورزشگاه‌ها، پارک‌ها، زمین‌های بازی، دفاتر و ساختمان‌های رها شده تمرین می‌کنند.
نگرانی نیروهای انتظامی و مسئولان آتش‌نشانی برای نجات انسان‌های در معرض خطر هنگام پریدن از ساختمان‌های بلند افزایش یافته‌است. در حال حاضر نظر بر این است که تمرین‌کنندگان بایستی تمرین کردن در ارتفاعات، مکان‌های در معرض آسیب و در پشت بام‌های بلند را ترک کنند، بعضی از تمرین‌کنندگان پارکور موافقند که چنین رفتار نابهنجاری باید ترک شود و بعضی دیگر از تراسورها این کار را به عنوان یک سبک می‌شناسند و به آن پایبند هستند.
یک پارکورکار اگر با اصول تمرین کند، کمتر دچار آسیب‌دیدگی می‌شود.

## تصورات غلط دربارهٔ پارکور
با توجه به اینکه پارکور به صحنهٔ بین‌المللی وارد شده و طرفداران بسیار زیادی را در کشورهای مختلف به خود جلب کرده‌است، چندین تصور غلط و اطلاعات غلطی وجود دارد که در حال گسترش یافتن است.
1. پارکور و freerunning: این دو یکی هستند و اصطلاحات و فلسفه آن‌ها در اصل یکی است. پارکور یک واژهٔ فرانسوی به معنای هنر جابجایی است با فلسفه خاص خود و فری رانینگ یک واژه انگلیسی است به معنای دویدن آزاد که از فلسفهٔ پارکور تبعیت می‌کند و همه چیز در مورد سرعت است. اما اخیراً در سطح جهان مردم آن‌ها را جدا کرده‌اند و اعتقاد دارند که هر کدام بحث‌ها و حرکاتی متمایز از یکدیگر دارند و اهدافشان کاملاً متفاوت از یکدیگر است. در حالی که بنیان‌گذار Freerunning سباستین فوکان می‌گوید که فری رانینگ همان پارکور است یعنی با فلسفه پارکور یکی است و همه چیز در مورد سرعت است.

تمرین کنندگان پارکور تراسور نامیده می‌شوند و تمرین کنندگان فری رانینگ “Freerunning” فری رانر “Freerunner” نامیده می‌شوند.
1. نمایش‌های پارکوری: انجام یک سری حرکت نمایشی هرگز نمی‌تواند پارکور باشد؛ شما می‌توانید از حرکات پارکور به منظور سرگرم کردن خود و دیگران استفاده کنید اما نتیجه نهایی نمی‌تواند به صورت اخلاقی پارکور نامیده شود، زیرا اصول رشته را دنبال نمی‌کند.
2. حرکات آکروباتیک با پارکور جمع‌پذیر نیست: گاهی دیده می‌شود یک تراسور (پارکورکار) حرکات پشتک و نمایشی انجام می‌دهد و مردم بین تریکینگ، ژیمناستیک و پارکور دچار اشتباه می‌شوند و تصور عمومی به این سمت می‌رود که در پارکور حتماً حرکات آکروباتیک وجود دارد؛ در حالی که آکروباتیک‌ها هرگز با پارکور جمع‌پذیر نیستند زیرا پارکور مستقل و مشخص است.
3. پارکور یک ورزش شهری نیست: پارکور در محیط‌های درختی و جنگل‌ها به اندازه شهرها توسعه داده شده‌است. پارکور به معنای امروزی، تأثیر گرفته از تمرینات تراسورها در محیط‌های مختلف است و هنوز هم در حال تکامل است؛ بنابرین پارکور صرفاً یک ورزش شهری نیست.

## فیلم‌هایی با موضوع پارکور
۱- فیلم B13 ۲۰۰۹ بلوک ۱۳ (۱٬۲) - دیوید بل: موضوع فیلم مربوط به دو شخصیت است که به دنبال برقراری صلح بوده و برای برقراری آرامش در یک شهر تلاش می‌کنند.
۲- فیلم Brick Mansions ۲۰۱۴ - دیوید بل: موضوع فیلم مربوط به یک پلیس است که به کمک یک خلافکار سابقه‌دار برای نجات یک شهر از نابودی و نقشه‌های شوم تلاش می‌کند.
1. فیلم Tornomment - سباستین فوکان
2. فیلم cazino royal - سباستین فوکان

۵- فیلم (۱٬۲) یاماکاسی Yamakasi ۲۰۰۱: داستان مربوط به ۷ جوان جسور است که عاشق کمک به دیگران هستند.